# Hiisi (vệ tinh)
Hiisi là vệ tinh lớn hơn trong số hai vệ tinh của hành tinh nhỏ 47171 Lempo. Nó là một thành phần của hệ ba, cùng với Lempo và Paha. Vệ tinh này được đặt tên theo Hiisi, một trong hai quỷ đi kèm Lempo, trong thần thoại Phần Lan.

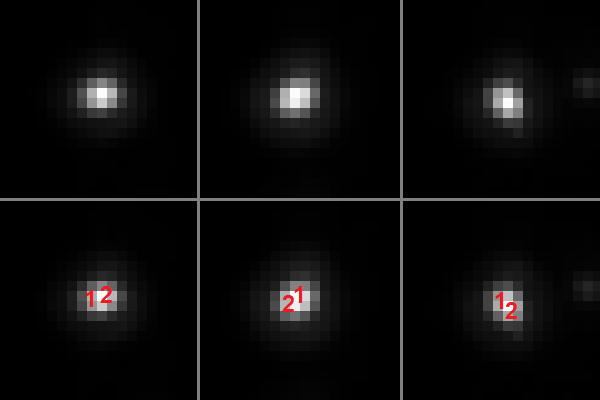
Hiisi

Năm 2007, phân tích hình ảnh Hubble đã tiết lộ rằng chính nó là một hệ thống nhị phân bao gồm hai thành phần có kích thước tương tự nhau. Trong khi thành phần đầu tiên (A1) duy trì tên Lempo, thành phần thứ hai, mới (A2), được chỉ định tạm thời S / 2007 (47171) 1, sau đó được đặt tên là Hiisi. Cặp trung tâm này có trục bán chính khoảng 867 km và thời gian khoảng 1,9 ngày. Giả sử các albedos bằng nhau khoảng 0,079, Lempo và Hiisi xấp xỉ 272 + 17 −19 km và 251 + 16 Đường kính −17 km, tương ứng. Vệ tinh Paha được phát hiện trước đó quay quanh barycenter của hệ thống Lempo- Hiisi. Khối lượng hệ thống ước tính dựa trên chuyển động của Paha là (12,75 ± 0,06) × 1018 kg. Chuyển động quỹ đạo của các thành phần Lempo bổ Hiisi cho khối lượng ước tính cao hơn (14,20 ± 0,05) × 1018 kg. Sự khác biệt có lẽ liên quan đến các tương tác hấp dẫn không được tính toán của các thành phần trong một hệ thống ba phức tạp.